# 아오키 사야카 (육상 선수)

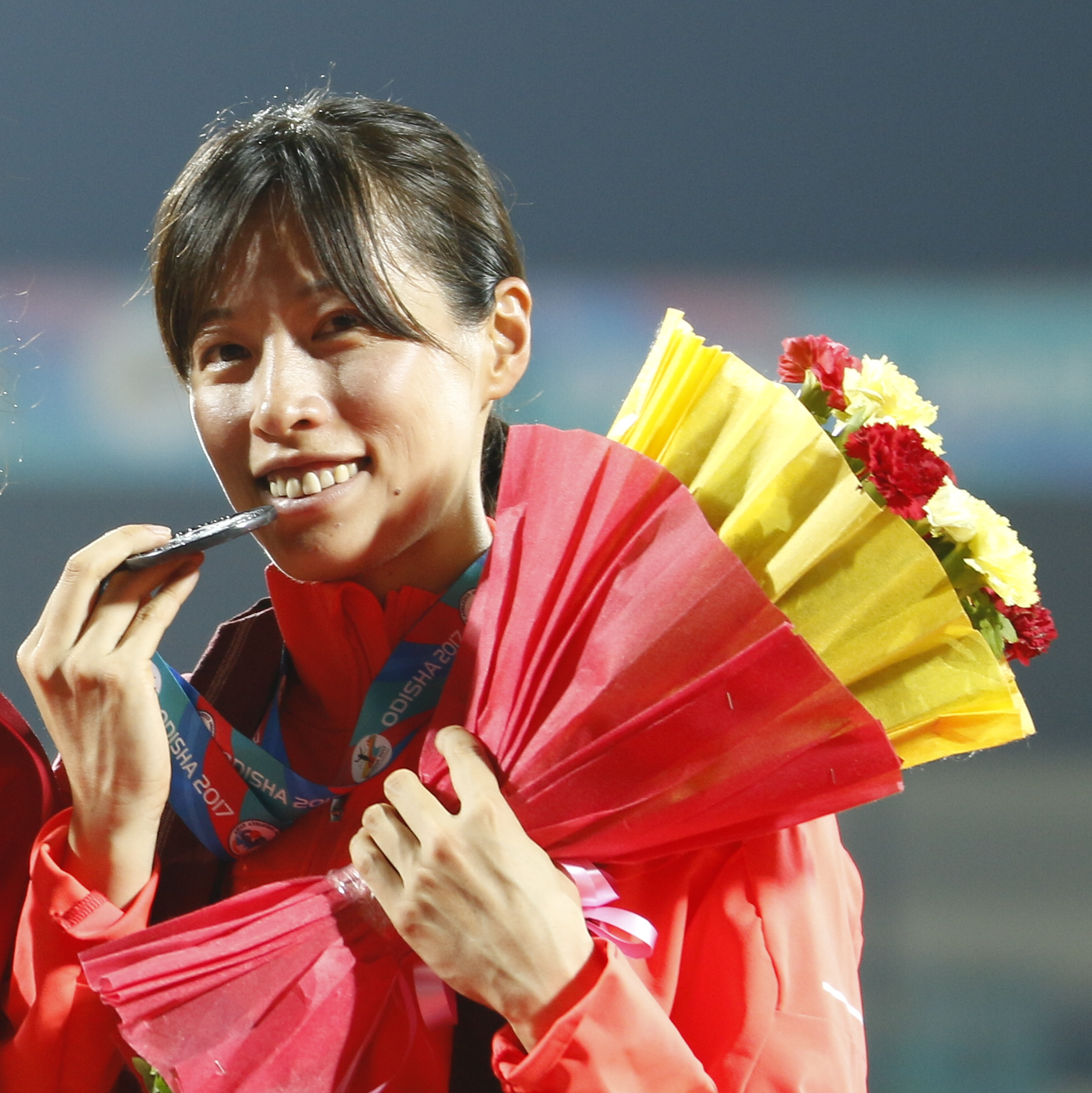
2017

아오키 사야카(일본어: 青木 沙弥佳, 1986년 12월 15일 - )는 일본의 육상 선수이다. 주 종목은 400미터 및 400미터 허들 경주이다. 2007년 오사카 세계 육상대회에 일본 국가 대표로, 2007년 방콕 유니버시아드 대회에 일본 국가대표로 출전하였다.
기후현 하시마군(羽島郡) 야나이즈마치(柳津町, 현 기후시 야나이즈마치) 출신이다. 기후현립 기후 상업고등학교를 졸업했다.

## 주요 경력
2005년 현립 기후 상업고등학교를 졸업후 후쿠시마 대학에 입하여, 가와모토 와쿠의 육상 지도를 받았다.
2006년 일본 전국 대학 선수권에 출전, 400미터 허들 경주에서 일본 역대 기록 3위에 해당되는 57초08의 성적을 기록했다.
2007년 일본 선수권 대회 400미터 허들에서 전 일본 기록 보유자였던 요시다 마키코를 누르고 현 일본 기록 보유자인 구보쿠라 사토미에 이어 2위를 차지했다. 대학 선수권에서는 400미터 경주에서 역대 학생 기록 2위에 해당되는 53초 40을 기록하여 일본 기록 보유자인 단노 아사미에 이어 2위를 차지했으며, 400미터 허들에서는 우승을 차지했다. 이들 성적을 인정받아 오사카 세계 육상대회 일본 대표로 선발되었다.